# Gans (Oklahoma)
Gans és un poble dels Estats Units a l'estat d'Oklahoma. Segons el cens del 2000 tenia 208 habitants.

## Demografia
Segons el cens del 2000, Gans tenia 208 habitants, 79 habitatges, i 57 famílies. La densitat de població era de 422,7 habitants per km².
Dels 79 habitatges en un 38% hi vivien nens de menys de 18 anys, en un 51,9% hi vivien parelles casades, en un 19% dones solteres, i en un 27,8% no eren unitats familiars. En el 25,3% dels habitatges hi vivien persones soles el 16,5% de les quals corresponia a persones de 65 anys o més que vivien soles. El nombre mitjà de persones vivint en cada habitatge era de 2,63 i el nombre mitjà de persones que vivien en cada família era de 3,12.
Per edats la població es repartia de la següent manera: un 31,3% tenia menys de 18 anys, un 8,2% entre 18 i 24, un 26,9% entre 25 i 44, un 14,9% de 45 a 60 i un 18,8% 65 anys o més.
L'edat mediana era de 30 anys. Per cada 100 dones de 18 o més anys hi havia 78,8 homes.
La renda mediana per habitatge era de 17.344 $ i la renda mediana per família de 23.750 $. Els homes tenien una renda mediana de 24.375 $ mentre que les dones 12.188 $. La renda per capita de la població era de 8.922 $. Entorn del 25,9% de les famílies i el 27,1% de la població estaven per davall del llindar de pobresa.

## Poblacions més properes
El següent diagrama mostra les poblacions més properes.